# ブレル
ブレル（Burrel, Burreli, Burel, Mat）は、アルバニアの都市。首都ティラナから91km離れた場所に位置し、マト県の行政的な中心都市である。

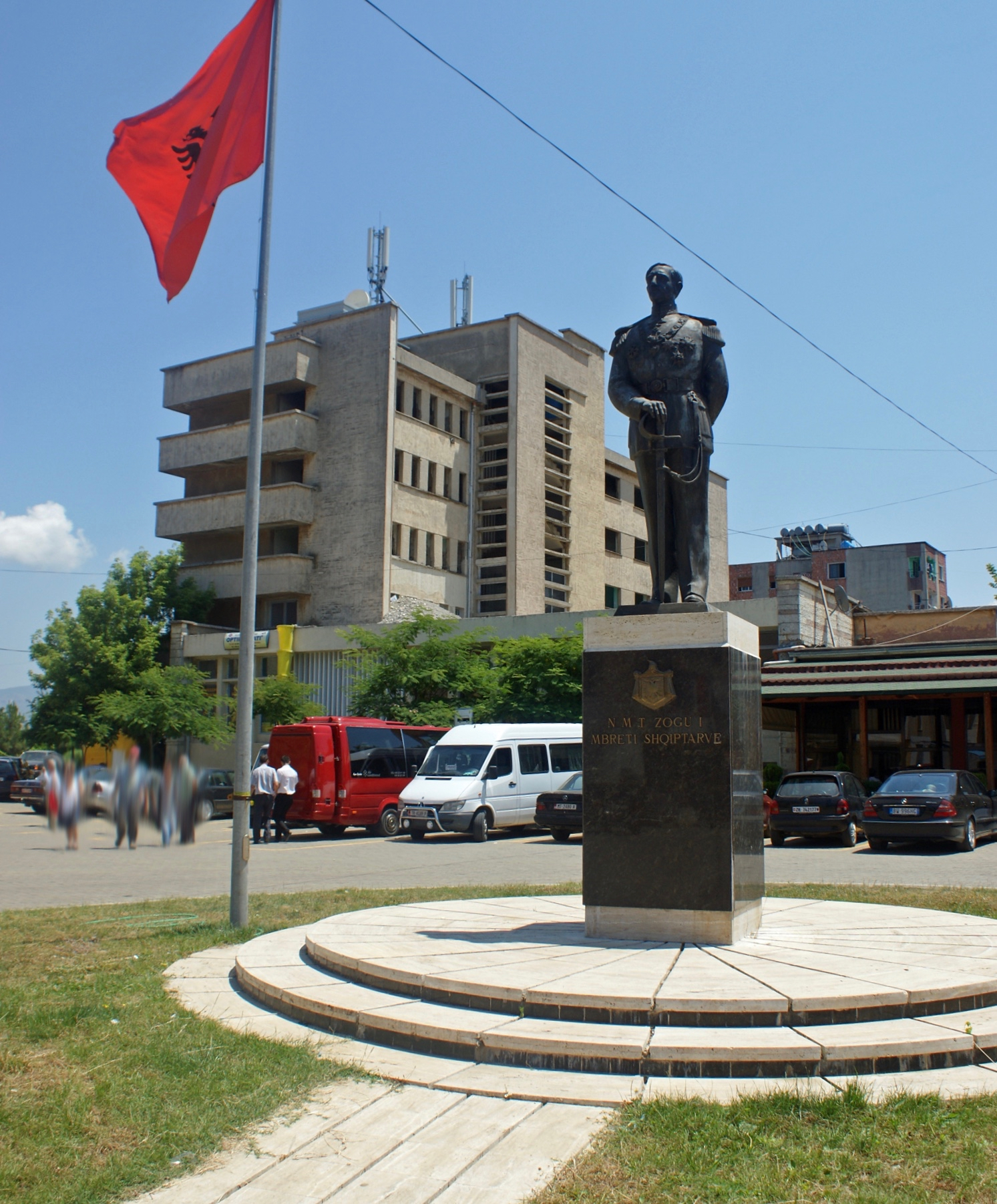
ブレルにあるゾグ1世の像

2011年の国勢調査による人口は17,751人で、アルバニアでは21番目に位置する都市である。ブレルはアルバニアでは大きな地区（県）の1つでアルバニア人の間ではスカンデルベグで知られるジェルジ・カストリオティやその父親の「王の土地」として知られており、スカンデルベグはそこに生まれた。彼は世襲のマトが含まれていた、エピラス地方の君主であった。他にブレル出身で有名な人物には、最初のアルバニア王国の国王であったゾグー1世がいる。
アルバニア社会主義人民共和国の時代にブレルは炭鉱の街であったが、現在では閉山し、フェロクロムの工場は今でもブレルの近くで操業している。コソボ紛争時、ブレルの近くには2,000人の難民キャンプがあった。

## ブレル刑務所
ブレルには共産主義時代の最も恐ろしい刑事犯や政治犯を収容する刑務所があり、バシュキム・シェーフやファトス・ルボニャ、カトリックの司祭である Dom Simon Jubani らが収容されていた。他に著名な収容者にはピイェトゥル・アルブノリがおり、後にアルバニア議会のメンバーとなっている。アルブノリは「バルカンのマンデラ」として知られ、28年間にわたり拘束されており、それは共産主義時代のアルバニアの強制収容所の1つであった。

## スポーツ
KS Burreliはブレルを拠点とするサッカークラブで、ホームのブレルスタジアムは2,500人が収容出来る。1952年に"KS 31 Korriku Burrel"として創設され、アルバニアの1部リーグに初めて参戦したのは1982年であった。2006-2007年も1部リーグに参戦していた。